# 杜鵑雜誌
杜鵑雜誌（日文：ホトトギス）為1897年1月正岡子規與高濱虛子一起創刊，由合資的杜鵑公司發行的俳句雜誌。夏目漱石的小說《我是貓》也是在此發表的。

## 概要
現在杜鵑公司是由高濱虛子的孫女稻畑汀子負責管理，杜鵑雜誌的總編輯則是其子稻畑廣太郎。
杜鵑公司也會發行杜鵑雜誌以外的書籍，而原先在杜鵑公司出版的書籍也會有其他出版社的版本。例如歲時記，虛子編的《新歲時記》跟杜鵑版《杜鵑新歲時記》都是由三省堂發售。虛子版《新歲時記》是高濱虛子本人的編輯選，而杜鵑版《杜鵑新歲時記》則是全國俳人在杜鵑雜誌投稿成果選集。

## 相關作家列表
長期以來杜鵑雜誌培養登載了許多著名作家、俳人的作品，列舉部分如下。
- 正岡子規
- 河東碧梧桐
- 高濱虛子
- 夏目漱石
- 杉田久女
- 中村汀女
- 水原秋櫻子
- 山口誓子
- 高野素十
- 星野立子
- 中村草田男
- 日野草城
- 飯田蛇笏
- 川端茅舎
- 松本たかし

## 外部連結
- 杜鵑公司 （页面存档备份，存于）